# ليك جيمس
ليك جيمس (بالإنجليزية: Leke James) لاعب كرة قدم نيجيري من مواليد 1992 لعب سابقاً في نادي القادسية السعودي .